# Kleine Nieuwstraat
De Kleine Nieuwstraat is een straat in Brugge.

## Beschrijving
In ongeveer alle gevallen, als er een straat de kwalificatie 'klein' krijgt, betekent dit dat ze aansluit bij een ernaast gelegen grotere straat. Dit is echter hier niet het geval.
Deze straat dateert minstens uit de 14de eeuw. Het was en het is niet veel meer dan een steeg of 'brandstraatje'.
In de 15de eeuw werd de straat vaak als Krijsschersstraat aangeduid:
- 1401: in 't Crysscherstaetkin by der Balgestarte;
- 1401: up den houck van den Crysscherstraetkin;
- 1459: in 't Crysscherstraetkin dat men heet 't Nieuwstraetkin bi der Langhe Bailgestrate.

'Krijsschen' betekende klagelijk wenen. Men kende professionele krijsschers of lijkbegeleiders. Of de oorsprong van de straatnaam in die richting moet gezocht, is niet zeker.
De naam Nieuwstraat domineerde gaandeweg en meestal werd er niet van 'kleine' gesproken, maar zegde men gewoon 'Nieuwstraatje'. Pas bij het vastleggen van de straatnamen einde 18de eeuw maakte het stadsbestuur er 'Kleine Nieuwstraat' van. Zo is de naam gebleven.
De Kleine Nieuwstraat loopt van de Langerei naar de Baliestraat.

## Externe link

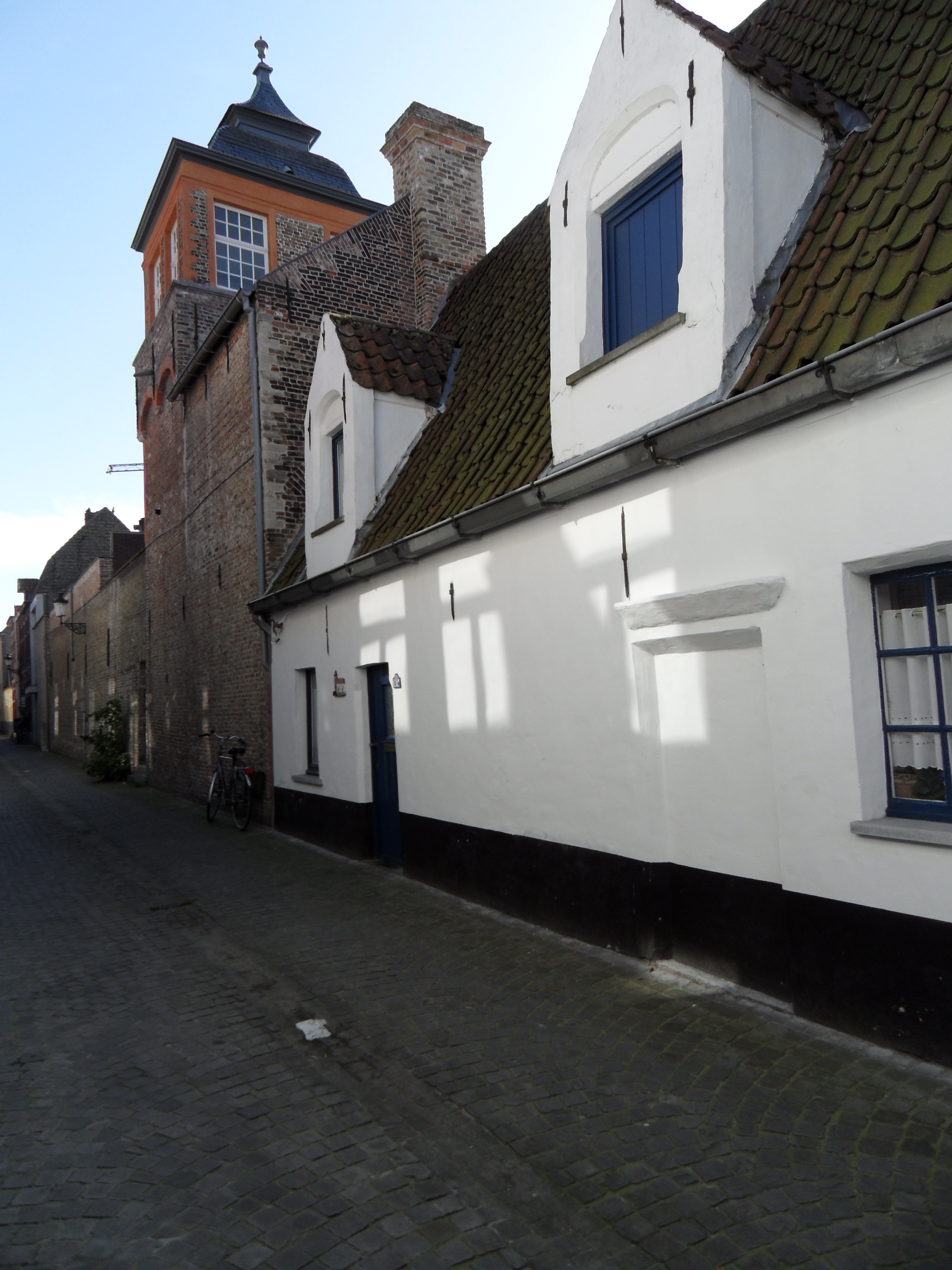
De Kleine Nieuwstraat